# Codici postali della Danimarca

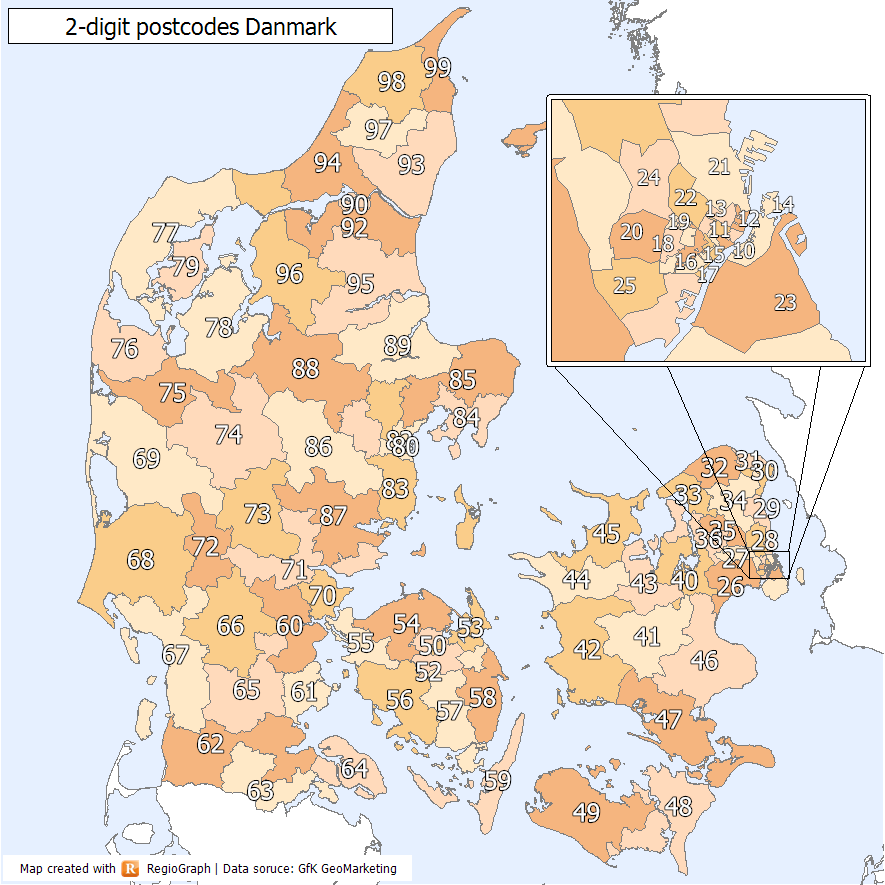
I codici postali e le aree geografiche

I codici postali della Danimarca sono composti da 4 cifre e sono stati introdotti nel 1967.

## Intervalli numerici
I codici postali sono assegnati in base geografica in modo che dalle cifre iniziali si possa determinare l'area geografica di appartenenza dell'indirizzo postale.
- 0000–0999: codici postali speciali riservati per la pubblica amministrazione, uffici postali o centri smistamento
- 1000–2999: Copenaghen e area limitrofa
- 3000–3699: Zelanda settentrionale
- 3700–3799: Bornholm
- 3800–3899: non più in uso, usato in precedenza per le isole Faroe.
- 3900–3999: Groenlandia
- 4000–4999: Zelanda (esclusa l'area settentrionale e la regione della capitale), Lolland Falster e Møn
- 5000–5999: Fionia e isole circostanti
- 6000–9999: Jutland
  - 6000-6999: Jutland meridionale e parte dello Jutland occidentale
  - 7000-7999: Jutland occidentale e area meridionale dello Jutland orientale
  - 8000-8999: parte rimanente dello Jutland orientale
  - 9000-9999: Jutland settentrionale

Il codice postale 2412 è assegnato alla corrispondenza per Julemanden (Babbo Natale).